# Bardzlino
Bardzlino [bard͡zˈlinɔ] (tiếng Đức: Barzlin) là một ngôi làng thuộc khu hành chính của Gmina wieszyno, thuộc quận Koszalin, West Pomeranian Voivodeship, ở phía tây bắc Ba Lan.
Nó nằm khoảng 7 kilômét (4 mi) phía tây nam Świeszyno, 13 km (8 mi) phía nam Koszalin và 125 km (78 mi) về phía đông bắc của thủ đô khu vực Szczecin.
Ngôi làng có dân số là 147 người.